# Раньери, Лука
Лука Раньери (итал. Luca Ranieri; род. 23 апреля 1999, Специя, Лигурия) — итальянский футболист, защитник клуба «Фиорентина».

## Клубная карьера

### «Фиорентина»
Раньери является воспитанником молодёжных команд «Фиорентина» и начал играть за команду до 19 лет в сезоне 2015/16. В конце сезона 2017/2018 Серии А он несколько раз появлялся на скамейке запасных за основную команду «Фиорентины», но ни разу не вышел на поле.

#### Аренда в «Фодже»
16 июля 2018 года Раньери был отдан в аренду на сезон в клуб «Фоджа» из Серии B. 26 августа он дебютировал в лиге, заменив на 77-й минуте Эмануэля Чичерелли в домашней победе над «Карпи» со счётом 4:2. Месяц спустя, 27 октября, Раньери сыграл свой первый матч в стартовом составе против «Лечче» (2:2), а на 69-й минуте его заменил Джузеппе Лояконо. Раньери завершил сезонную аренду в «Фодже», сыграв 29 матчей, в том числе 26 в стартовом составе.

#### Аренда в «Асколи»
После дебюта в Серии А за «Фиорентину» 31 января 2020 года Раньери был отдан в аренду клубу «Асколи» до конца сезона. На следующий день он дебютировал за клуб в выездной победе над «Ливорно» со счетом 3:0, а на 93-й минуте его заменил Эрик Феригра. 21 июня он сыграл свой первый полноценный матч за клуб против «Перуджы». Раньери закончил свою 6-месячную аренду в «Асколи», сыграв всего 10 матчей, в том числе 9 в стартовом составе.

#### Аренда в СПАЛ
25 сентября 2020 года на правах аренды Раньери присоединился к клубу СПАЛ до 30 июня 2021 года.

## Карьера за сборную
Раньери впервые был вызван представлять свою страну в ноябре 2014 года на товарищеских матчах сборной Италии до 16 лет. Позже вызвался в команды до 17, до 18 и до 20 лет . За последнюю выступал на молодёжном чемпионате мира 2019 в Польше.
6 сентября 2019 года он дебютировал за молодёжную сборную Италии в товарищеском матче против сборной Молдовы.

## Статистика
| Клуб                 | Сезон      | Лига       | Лига  | Лига | Кубок | Кубок | Европа | Европа | Другое | Другое | Итог  | Итог |
| Клуб                 | Сезон      | Лига       | Матчи | Голы | Матчи | Голы  | Матчи  | Голы   | Матчи  | Голы   | Матчи | Голы |
| -------------------- | ---------- | ---------- | ----- | ---- | ----- | ----- | ------ | ------ | ------ | ------ | ----- | ---- |
| Фоджа (аренда)       | 2018/19    | Серия B    | 29    | 0    | 0     | 0     | —      | —      | —      | —      | 29    | 0    |
| Фиорентина           | 2019/20    | Серия A    | 3     | 0    | 2     | 0     | —      | —      | —      | —      | 5     | 0    |
| Фиорентина           | 2022/23    | Серия A    | 1     | 0    | 0     | 0     | —      | —      | —      | —      | 1     | 0    |
| Асколи (аренда)      | 2019/20    | Серия B    | 10    | 0    | —     | —     | —      | —      | —      | —      | 10    | 0    |
| СПАЛ (аренда)        | 2020–21    | Серия B    | 25    | 0    | 4     | 0     | —      | —      | —      | —      | 29    | 0    |
| Салернитана (аренда) | 2021/22    | Серия A    | 7     | 1    | 0     | 0     | —      | —      | —      | —      | 7     | 1    |
| Общий итог           | Общий итог | Общий итог | 75    | 1    | 6     | 0     | —      | —      | —      | —      | 81    | 1    |

## Достижения

### «Фиорентина»
- Финалист Кубка Италии: 2022/23
- Финалист Лиги конференций: 2022/23